# Halsbandgans

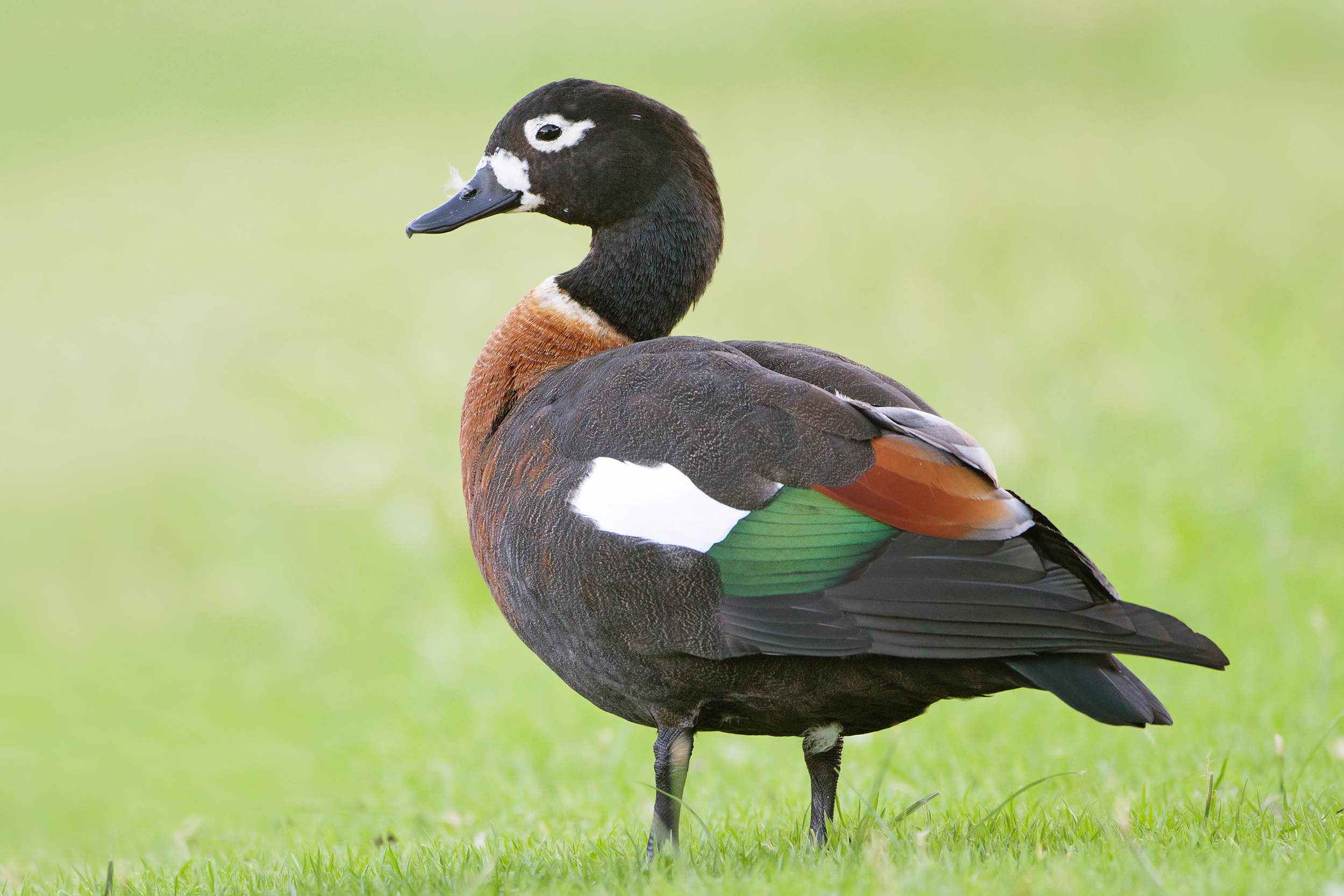
Halsbandgans, Weibchen

Die Halsbandgans (Tadorna tadornoides), auch Australische Kasarka oder Halsbandkasarka, ist eine Art aus der Familie der Entenvögel. Sie gehört zu den Halbgänsen, die zwischen den Echten Gänsen und den Eigentlichen Enten stehen. Das Verbreitungsgebiet dieser Kasarka-Art sind der Südosten und der Südwesten Australiens sowie Tasmanien. Irrgäste kommen außerdem auch auf Neuseeland vor.

## Erscheinungsbild
Halsbandgänse sind große Halbgänse. Die Körperlänge der Männchen beträgt zwischen 59 und 72 Zentimetern. Die Weibchen haben eine Körperlänge zwischen 56 und 98 Zentimetern. Die Flügelspanne beträgt bei den Männchen 96 bis 132 Zentimeter, die der Weibchen 94 bis 116 Zentimeter. Sie wiegen zwischen 1,3 und 1,6 Kilogramm.
Halsbandgänse weisen einen eindeutigen Sexualdimorphismus auf. Männchen haben im Prachtkleid eine kräftig lehmbraune Brust und einen dunklen Kopf. Füße und Beine sind dunkelgrau. Die Augen sind braun. Im Ruhekleid weist die Halsbandgans ein nur etwas weniger kontrastreiches Gefieder auf. Beim Männchen ist die Brustfärbung in dieser Zeit fahl lehmbraun statt kräftig lehmbraun. Der weiße Halsring ist schmäler und weniger scharf zum angrenzenden dunklen Gefieder abgesetzt.
Das Weibchen ist kleiner als das Männchen und hat einen ungleichmäßigen, weißen Augenring. Auch die Basis des Schnabels ist weiß. Für beide Geschlechter ist ein dünnes weißes Band am unteren Teil des Halses charakteristisch. Bei Weibchen ist es häufig wenig auffällig und kann bei einzelnen weiblichen Individuen auch ganz fehlen. Im Ruhekleid ist das Gefieder des Weibchens insgesamt etwas heller.
Halsbandgänse mausern zweimal jährlich ihr Gefieder. Während der Mauser, die nach der Fortpflanzungszeit stattfindet, wechseln sie meist alle Schwungfedern und sind dann zeitweise flugunfähig. Bei der zweiten Mauser, die etwa sechs Monate später beginnt, wechseln sie nur das Kleingefieder und zeigen etwa zwei Monate später das Brutkleid.
Junge Halsbandgänse wechseln im Alter von sieben Monaten in ihr erstes Jahreskleid. Bei beiden Geschlechtern ist dieses Federkleid noch etwas dunkler und farbflacher als bei den Altvögeln. Die großen Flügeldecken sind in diesem Kleid noch durchgehend grau.

## Verwechslungsmöglichkeiten mit anderen Arten
In Australien sind Halsbandgänse grundsätzlich mit keiner anderen Art verwechselbar. Auf Grund ihres kräftigen Körpers und ihres verhältnismäßig kleinen Kopfes, der aufrechten Körperhaltung und den weit vorne ansetzenden Beinen sind sie auch auf einige Entfernung sicher zu identifizieren. Das weiße Halsband und die kastanienbraune Brust kontrastieren außerdem auffallend mit dem übrigen Körpergefieder. Keine andere Vogelart in Australien weist eine solche Gefiederfärbung auf. Die Mähnenente ist deutlich kleiner und hat einen im Verhältnis zur Körpergröße längeren Hals. Auf Grund ihrer auffällig anderen Gefiederfärbung besteht eine Verwechslungsmöglichkeit nur bei sehr schlechten Sichtverhältnissen. Die Radjahgans ist zwar verwandt mit der Halsbandgans, ist aber gleichfalls deutlich kleiner und aufgrund ihres weißen Kopfes unverwechselbar.
In Neuseeland, wo Halsbandgänse gelegentlich als Irrgäste vorkommen, besteht eine Verwechslungsmöglichkeit mit der Paradiesgans. Insbesondere die Männchen und die Jungvögel der Paradiesgans können mit ihrem dunklen Kopf und Hals mit der Halsbandgans verwechselt werden, die in Körpergröße, Gestalt und Körperhaltung der Paradiesgans gleicht. Der Paradiesgans fehlt jedoch das weiße Halsband und sie ist anders als die Halsbandgans auf der Körperunterseite einfarbig dunkel.
Die größten Verwechslungsmöglichkeiten bestehen zwischen Weibchen der Halsbandgans und jungen Weibchen der Paradiesgans, die ihr Körpergefieder gerade in das adulter Weibchen wechseln. Bei diesen ist der weiße Kopf und Hals noch nicht stark ausgeprägt. Junge weibliche Paradiesgänse lassen sich jedoch ebenfalls anhand des fehlenden weißen Halsbands sowie den dunklen und nicht kastanienfarbenen Schwanzunterdecken von den Halsbandgänse unterscheiden.

## Verbreitungsgebiet und Bestand

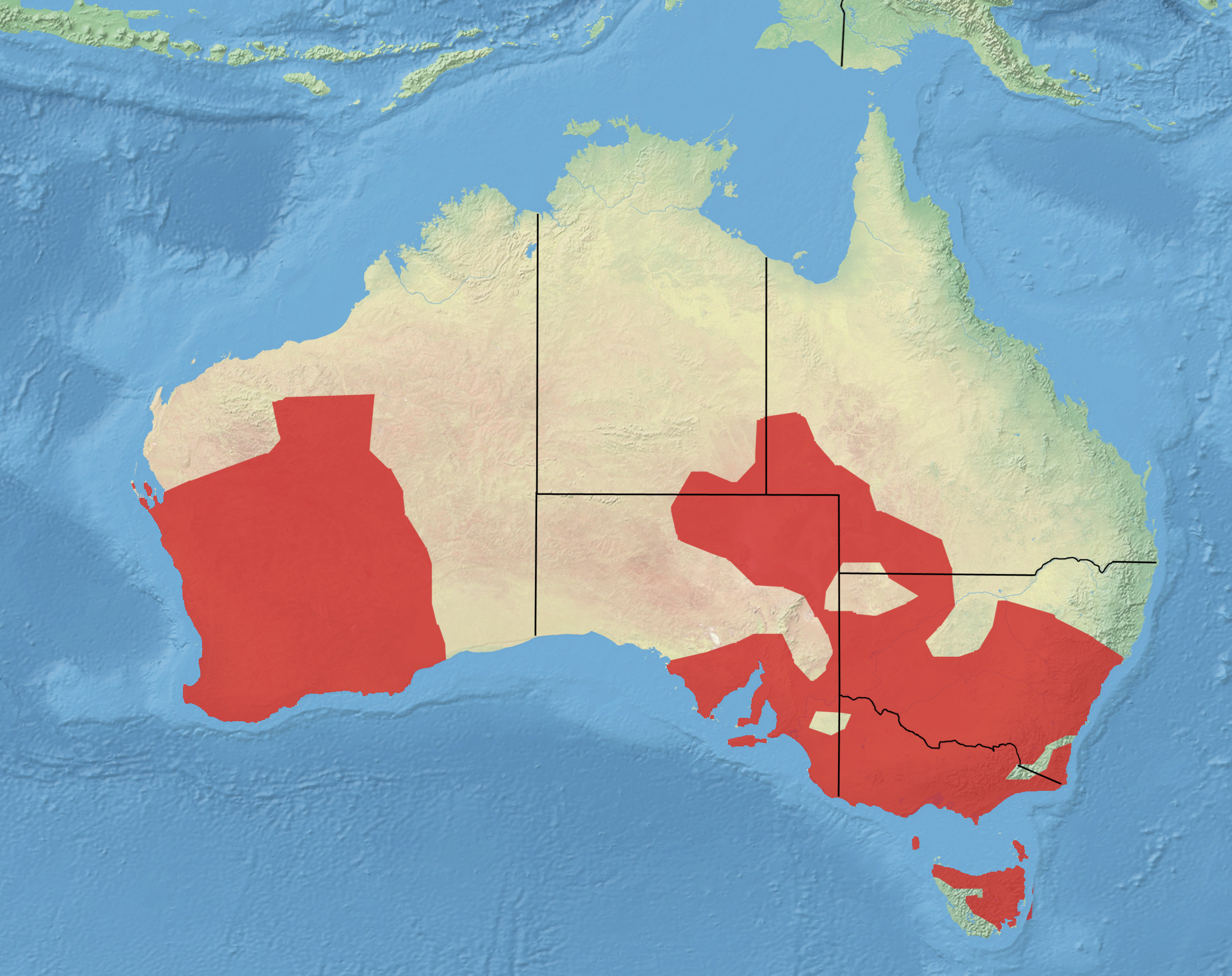
Verbreitung in Australien

Halsbandgänse sind in Australien endemisch. Ihr Verbreitungsgebiet ist disjunkt. Sie sind nur in einem Teil des Südwestens Australiens sowie im Südosten und auf Tasmanien verbreitet. Sie zeigen Wanderbewegungen, die jedoch keine eindeutige Zugrichtung aufweisen. Die Gewässer, an denen sie ihre Mauser verbringen, wechseln in Abhängigkeit von den Umweltbedingungen. Ihre Wanderbewegungen erfolgen in Reaktion auf Dürren und starke Niederschläge.
Als Irrgast kommt die Art auf Neuseeland und einigen subantarktischen Inseln vor, brütet dort jedoch in der Regel nicht. In Neuseeland wird sie sowohl auf der Süd- als auch auf der Nordinsel beobachtet. Bei den beobachteten Vögeln handelt es sich meist um kleinere Gruppen. Die Sichtungen der beobachteten Vögel steigen, wenn in Australien in einigen Regionen Dürre herrscht. So war die Zahl der in Neuseeland beobachteten Vögel in den australischen Dürrejahren 1982 und 1983 sehr groß. Für das Jahr 1985 gibt es auch einen Brutnachweis, was nahelegt, dass Halsbandgänse zumindest kurzfristig auch andere Gebiete besiedeln können.

## Lebensraum und Nahrungsweise
Halsbandgänse sind Gänsevögel der gemäßigten Klimazone. Sie halten sich gewöhnlich südlich des 30. Breitenkreises in Ostaustralien auf, in Westaustralien kommen sie dagegen bis 25° S vor.
Halsbandgänse sind an Süßwasser gebunden und bewohnen bevorzugt die Randzonen großer flacher Gewässer. Sie sind gelegentlich auch in Weidegebieten und landwirtschaftlichen Anbaugebieten zu beobachten. Grundsätzlich bevorzugen sie offene, gut übersehbare Gebiete, die bestenfalls vereinzelt baumbestanden sind. In Australien brüten sie auch zunehmend an künstlich angelegten Wasserstellen. Die Entwaldung zur Schaffung von Weide- und Anbauflächen hat dazu beigetragen, dass ihre Populationszahlen in einigen Regionen gestiegen sind. Ihre Nahrung finden sie sowohl auf Weideflächen als auch im flachen Wasser und suchen ähnlich wie die mit ihnen verwandte Brandgans auch auf den Schwemmflächen entlang der Küste nach Nahrung. Am häufigsten sind sie jedoch beim Grasen zu beobachten, währenddessen sie sich oft in größerer Entfernung vom nächsten Gewässer aufhalten.
Halsbandgänse zeigen eine Brutortstreue, sind dagegen bezüglich ihrer Mauserplätze anpassungsfähig. Brutvögel Tasmaniens ziehen über mehrere hundert Kilometer nach Australien, um dort zu mausern.

## Fortpflanzung

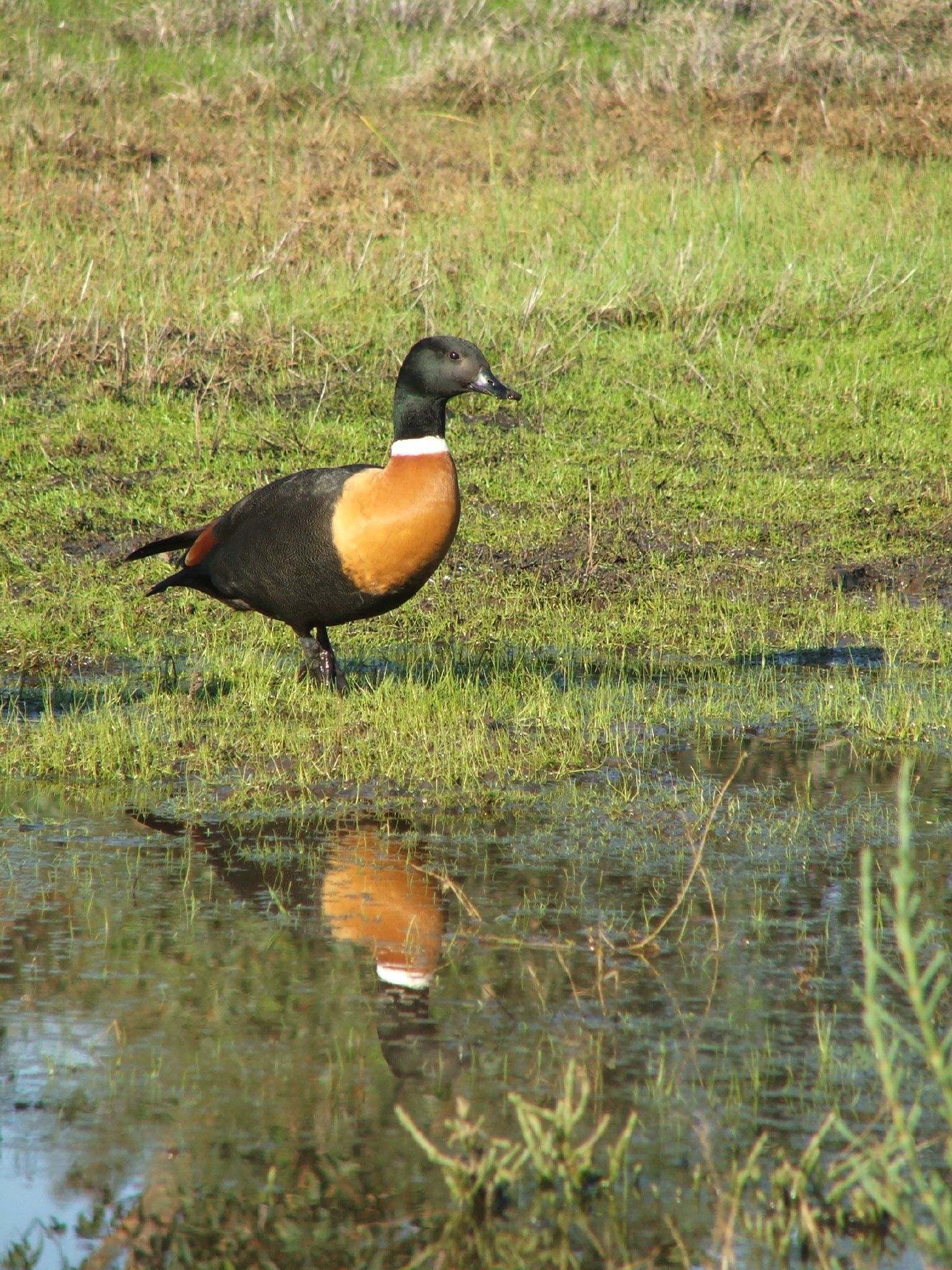
Halsbandgans in der Nähe von Perth, Australien

Halsbandgänse gehen eine monogame Paarbeziehung ein. Bei einigen Individuen ist eine langwährende Partnertreue beobachtet worden, ein Wechsel des Partnervogels ist jedoch in den Altersgruppen beobachtet worden. Tendenziell wechseln Individuen, die nicht erfolgreich gebrütet haben, den Partner. Paarbeziehungen, die von Jungvögeln eingegangen werden, bestehen selten länger als drei Monate. Paarbindungen gehen Halsbandgänse bereits in einem Alter von fünf bis sechs Monaten ein. In der Regel sind sie aber wenigstens 22 Monate alt, bevor sie das erste Mal brüten.
Die Fortpflanzungszeit der Halsbandgänse beginnt im März und April, wenn in Australien die Winterregenzeit einsetzt. Sie sind Höhlenbrüter und nutzen meist Baumhöhlen, legen ihre Nester aber auch in Höhlen in Felswänden sowie Erdbauen an. Geeignete Brutplätze werden wiederholt genutzt. Die Wahl des Niststandortes erfolgt durch beide Geschlechter, er befindet sich nicht notwendigerweise in dem Territorium, in dem die Elternvögel ihren Nachwuchs aufziehen. Der Nestabstand beträgt wenigstens zehn Meter. Die Eiablage erfolgt im Zeitraum Mitte Juni bis Ende September. Gelege umfassen zwischen fünf und 14 Eier, die durchschnittlich jeweils etwa 88 Gramm wiegen. Nur das Weibchen brütet, das Männchen hält sich während der Brutzeit in der Nähe des Weibchens auf und begleitet dieses, wenn es während der Brutpausen Nahrungsgründe aufsucht. Die Brutzeit beträgt zwischen 30 und 33 Tagen. Die Dunenjungen werden von beiden Elternvögeln geführt. Halsbandgänse sind etwa in einem Alter von 2 Jahren geschlechtsreif.
Zu den Prädatoren der Eier und Jungvögel zählen die Neuhollandkrähe und die Silberkopfmöwe. Zahlreiche Jungvögel sterben, wenn die Elternvögel mit ihnen vom Niststandort zum Nahrungsrevier ziehen. Einige der Jungvögel gehen dabei verloren oder sterben an Erschöpfung. Sie werden auch von verwilderten Hauskatzen und möglicherweise auch Füchsen geschlagen. Ungünstige Wetterbedingungen erhöhen die Sterberaten von Jungvögeln deutlich.
Außerhalb der Fortpflanzungszeit bilden die Halsbandgänse große Trupps. Diese sind besonders während der Mauserzeit sehr individuenreich. Antagonistisches Verhalten ist in diesen Trupps erst dann zu beobachten, wenn sich auch Jungvögel anschließen und mit dem Balzverhalten beginnen. In grasenden Trupps halten sich Paare, die erfolgreich gebrütet haben, mit ihrem Nachwuchs eher an den Seiten des Trupps auf. In der Mitte dagegen halten sich die nicht verpaarten Adulten, noch nicht geschlechtsreifen Jungvögel und die Paare ohne Nachwuchs auf.

## Systematik
Die Halsbandgans zählt zu den Halbgänsen, einer Unterfamilie, zu der die auch in Mitteleuropa vorkommenden Arten Brandgans und Rostgans gehören. Charakteristisch für die Arten dieser Unterfamilie ist der an Gänse erinnernde Habitus. Eine Reihe von Merkmalen der Halbgänse findet sich aber auch bei der Gruppe der Eigentlichen Enten.

## Haltung in Europa
Halsbandgänse werden seit dem Jahre 1860 in europäischen Zoos gezeigt. Ersthalter war der Zoo in London. 1872 erwarb auch der Zoologische Garten Berlin diese Kasarka-Art. Zur ersten Nachzucht in Europa kam es jedoch erst 1939. In den USA wurde die Art das erste Mal 1962 erfolgreich nachgezüchtet. Heute stammen alle in europäischen Zoos gezeigten Halsbandgänse aus Nachzuchten, da Australien seit geraumer Zeit die Ausfuhr von Wildtieren nicht mehr gestattet.